# Nightlife (álbum de Thin Lizzy)
Nightlife es el cuarto álbum de estudio de la banda irlandesa de hard rock Thin Lizzy, lanzado en 1974 y producido por Ron Nevison y Philip Lynott. La portada del álbum es una criatura tipo pantera en una ciudad, siendo la pantera una representación de Lynott.
Algunas reediciones en CD titulan el álbum Night Life, al igual que la canción que aparece en el álbum. El título original es Nightlife.

## Lista de canciones
Versión LP
1. "She Knows" (Scott Gorham, Phil Lynott) – 5:13
2. "Night Life" (Lynott) – 3:57
3. "It's Only Money" (Lynott) – 2:47
4. "Still in Love With You" (Lynott) – 5:40
5. "Frankie Carroll" (Lynott) – 2:02
6. "Showdown" (Lynott) – 4:32
7. "Banshee" (Lynott) – 1:27
8. "Philomena" (Lynott) – 3:41
9. "Sha La La" (Brian Downey, Lynott) – 3:27
10. "Dear Heart" (Lynott) – 4:35

Versión de casete
1. "Showdown"
2. "Night Life"
3. "It’s Only Money"
4. "Still in Love With You"
5. "Frankie Carroll"
6. "She Knows"
7. "Banshee"
8. "Philomena"
9. "Sha La La"
10. "Dear Heart"

### Sencillos
- "Philomena" / "Sha La La" - 25 de octubre de 1974
- "It's Only Money" / "Night Life" (sólo Alemania)
- "Showdown" / "Night Life" (sólo en Estados Unidos)

## Personnel
- Brian Downey - batería, percusión
- Scott Gorham - guitarra
- Phil Lynott - bajo, voz, guitarra
- Brian Robertson - guitarra, coros

con
- Frankie Miller - voz en "Still In Love With You".
- Gary Moore - guitarra principal en "Still In Love With You".